# Gyula Dávid
Gyula Dávid (ur. 6 maja 1913 w Budapeszcie, zm. 14 marca 1977 tamże)  – węgierski kompozytor i dyrygent. 

## Życiorys
Uczeń Kodálya w Konserwatorium im. Liszta. Jego najsłynniejszy utwór to koncert altówkowy (1950).